# Cleome elegantissima
Cleome elegantissima är en paradisblomsterväxtart som beskrevs av Briquet. Cleome elegantissima ingår i släktet paradisblomstersläktet, och familjen paradisblomsterväxter. Inga underarter finns listade i Catalogue of Life.